# Susie King Taylor

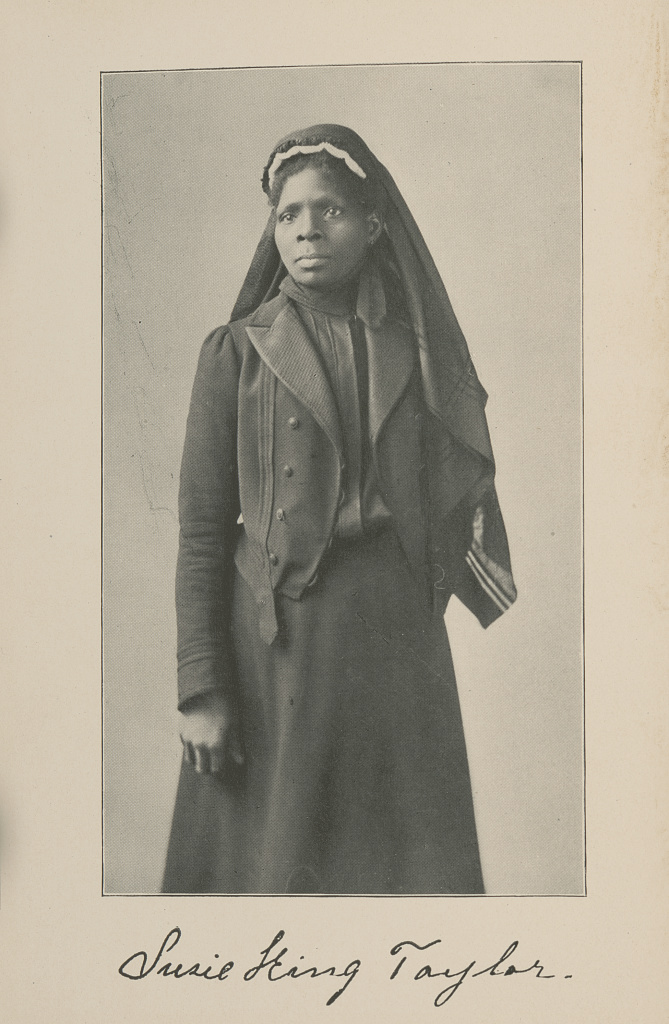
Susie King Taylor, a primeira enfermeira negra durante a Guerra Civil Americana.

Susie King Taylor (6 de agosto de 1848 - 6 de outubro de 1912) é conhecida por ser a primeira enfermeira negra durante a Guerra Civil Americana. Além de apenas sua aptidão em cuidar dos feridos do 1º Regimento de Infantaria Voluntária da Carolina do Sul, Taylor foi a primeira mulher negra a publicar suas memórias por conta própria. Ela foi a autora de Reminiscences of My Life in Camp with the 33rd United States Colored Troops, Late 1st SC Volunteers. Ela também foi educadora para os negros anteriormente ligados no Sul pós-guerra, abrindo várias escolas na Geórgia. Taylor também faria parte da organização do 67º Corpo de Socorro Feminino em 1886.